# Saroba
Saroba is een geslacht van vlinders van de familie spinneruilen (Erebidae), uit de onderfamilie Calpinae.

## Soorten
- S. albopunctata Semper, 1901
- S. brunnea Swinhoe, 1906
- S. ceylonica Walker, 1865
- S. cinctipalpis Hulstaert, 1924
- S. costiplaga Bethune-Baker, 1906
- S. cyanescens Hampson, 1926
- S. finipalpis Walker, 1858
- S. isocyma Hampson, 1926
- S. melanopasta Hampson, 1926
- S. ochreisparsa Hampson, 1895
- S. pansa Swinhoe, 1902
- S. phoenicias Hampson, 1926
- S. pustulifera Walker, 1865
- S. silignia Turner, 1909
- S. umbrifera Holland, 1900
- S. uniformis Candèze, 1927